# Aphyssura banksi
Aphyssura banksi är en tvåvingeart som beskrevs av Norris 1999. Aphyssura banksi ingår i släktet Aphyssura och familjen spyflugor. Inga underarter finns listade i Catalogue of Life.